# .ro
‎.ro‏ دامنه اینترنتی اختصاص داده شده به کشور رومانی است.